# Oscar Baumann

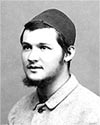
Oscar Baumann.

Oscar Baumann (Viena, 25 de junho de 1864  – Viena, 12 de outubro de 1899) foi um explorador, cartógrafo e etnógrafo austríaco.
Frequentou as aulas de história natural e geografia na Universidade de Viena, e, em 1885, fez parte de uma expedição austríaca que explorou a Bacia do Congo, sob a direção de Oskar Lenz. No entanto, devido a doença grave, Baumann seria forçado a deixar a expedição antes da sua conclusão. Em 1886, realizou pesquisa etnográfica na ilha de Fernando Pó. Quando ele voltou para a Europa, recebeu PhD pela Universidade de Leipzig (1888).
Baumann é melhor conhecido por sua exploração do interior da África Oriental alemã (atual Tanzânia, Ruanda e Burundi), e pela produção de mapas da região. Em 1888, com o geógrafo Hans Meyer, ele explorou a região de Usambara, com projetos de continuação para o Monte Kilimanjaro. Os progressos dos dois exploradores foram interrompidos, no entanto, devido às implicações associadas com a chamado "Revolta Abushiri" (1888-89). Em uma questão de dias Baumann e Meyer foram capturados e detidos como prisioneiros. De acordo com o contra-almirante britânico Edmundo Fremantle:
"Eles tinham sido assaltados, despojados e submetidos a toda sorte de indignidades, mas, além disso, que eles perderam tudo, incluindo seus instrumentos e observações, eles não parecem muito piores'.
 Apenas depois de um grande resgate pago para o líder rebelde Abushiri ibn Salim al-Harthi , foram soltos os dois homens.
A mais célebre missão de Baumann foi a "Expedição Maasai" de 1891-1893, que contou com mais de 200 membros. Nessa expedição, mostrou-se exímio construtor de mapas, e foi o primeiro Europeu a entrar na atual Ruanda (1892). Ele também foi o primeiro Europeu a visitar o Lago Eyasi, o Lago Manyara, e a Cratera de Ngorongoro. Ainda na expedição, ele explorou as cabeceiras do Rio Kagera, que pensou que era a verdadeira fonte do Nilo. Como resultado da viagem, ele produziu um livro intitulado "Durch Massailand zur Nilquelle" (Por Massailand para a Origem do Nilo, 1894) .
Em 1896, Baumann foi nomeado cônsul de Zanzibar pelo governo do império Austro-húngaro. No entanto, ele morreu alguns anos mais tarde, de uma doença infecciosa com a idade de 35 anos. Em 1902, a via Baumannstraße, no distrito de Landstraße (Viena), foi renomeada em sua honra.

## Obras escritas por Oscar Baumann
- Beiträge zur Ethnologie des Congo, 1887.
- Versuch einer Monographie von Fernando Póo, 1888 (dissertação de mestrado).[10]
- Fernando Po e Bube. Viena (1888).
- Deutsch-Ostafrika während des Aufstandes (Na África Oriental alemã durante a Rebelião), Viena (1890).
- Usambara (Usambara), Berlim (1891).
- Karte des nordöstlichen Deutsch-Ostafrika (Mapa do nordeste da África Oriental alemã), Berlim (1893).
- Durch Massailand zur Nilquelle (Por Massailand para a Fonte do Nilo), Berlim (1894).
- Morrer kartographischen Ergebnisse der Massai-Expedição (cartográfica resultados da Massai expedição), Em: Petermann do Geographische Mitteilungen, Ergebnisheft 111, Gotha (1894).
- O Sansibar arquipélago. 3 livretos. Leipzig (1896-99).
- Afrikanische Skizzen (África esboços), Berlim (1900).[11]